# Neopsyllia erythrinae
Neopsyllia erythrinae är en insektsart som först beskrevs av Lizer 1918.  Neopsyllia erythrinae ingår i släktet Neopsyllia och familjen rundbladloppor. Inga underarter finns listade i Catalogue of Life.